# Volders
Volders est une commune autrichienne du district d'Innsbruck-Land, dans le Tyrol.

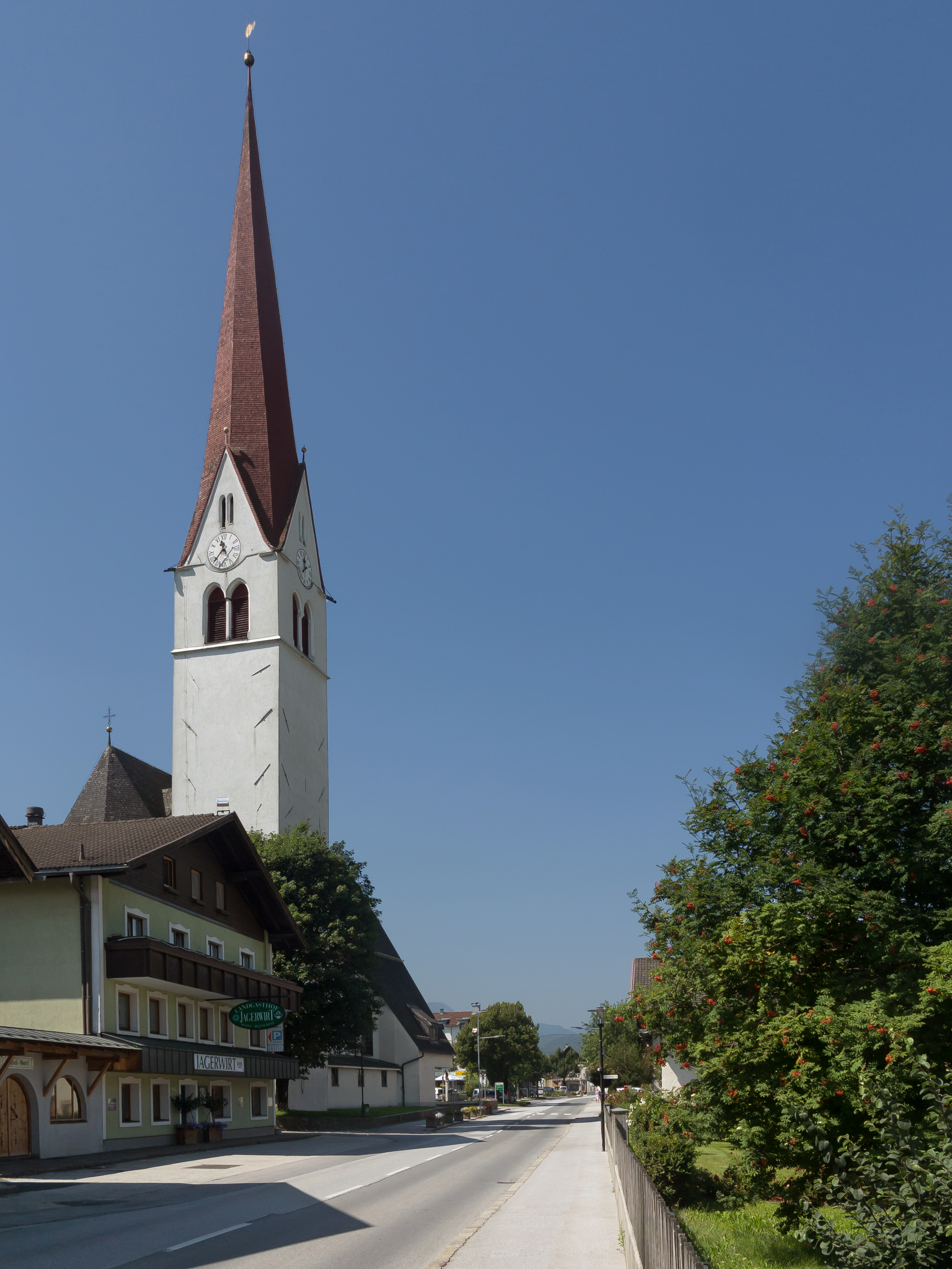
Volders, église : Katholische Pfarrkirche hl. Johannes dem Täufer.

## Histoire